# Stevie Nicks
Stephanie Lynn "Stevie" Nicks (født 26. maj 1948) er en amerikansk sangerinde og sangskriver, bedst kendt for sit medlemskab af blues rock-gruppen Fleetwood Mac og sin solokarriere.
Nicks blev tilbudt medlemskab af Fleetwood Mac i 1975 efter Mick Fleetwood havde hørt "Frozen Love", en sang hun havde skrevet med sin daværende kæreste, Lindsey Buckingham.
I 1981 begyndte Nicks sin solokarriere med albummet Bella Donna, og har siden udgive fem albummer mere.

## Diskografi som solist
- Bella Donna (1981)
- The Wild Heart (1983)
- Rock a Little (1985)
- The Other Side of the Mirror (1989)
- Timespace - The Best of Stevie Nicks (1991)
- Street Angel (1994)
- Live at Red Rocks (video, 1995)
- Enchanted (1998)
- Trouble in Shangri-La (2001)
- Crystal Visions - The Very Best of Stevie Nicks (opsamlingsalbum, 2007)